# Lupola multidentata
Lupola multidentata är en insektsart som beskrevs av Nielson 1982. Lupola multidentata ingår i släktet Lupola och familjen dvärgstritar. Inga underarter finns listade i Catalogue of Life.